# Acreditación
La acreditación es un proceso voluntario mediante el cual una organización es capaz de medir la calidad de servicios o productos, y el rendimiento de los mismos frente a estándares reconocidos a nivel nacional o internacional. El proceso de acreditación implica la autoevaluación de la organización, así como una evaluación en detalle por un equipo de expertos externos.
Las definiciones específicas pueden variar levemente dependiendo a qué tipo de organización se refieren:
1. Salud: 
La acreditación es un proceso voluntario mediante el cual una organización de salud es capaz de medir la calidad de sus servicios y el rendimiento de estos frente a estándares reconocidos a nivel nacional o internacional. El proceso de acreditación implica la autoevaluación de la organización, así como una evaluación en detalle por un equipo de expertos externos.[1] (Jack Egnatinsky, Miguel Ramirez)
2. Instituciones educativas:
Definición de Acreditación. Proceso para garantizar la calidad de una institución o de un programa educativo. El proceso es llevado a cabo por una agencia externa a las instituciones de educación superior. La acreditación reconoce la calidad de los programas o de la institución acreditada. Existe también acreditación internacional realizada por agencias de otros países. Supone la evaluación respecto de estándares y criterios de calidad establecidos previamente por una agencia u organismo acreditador. El procedimiento incluye una autoevaluación de la propia institución, así como una evaluación por un equipo de expertos externos. Las agencias u organismos acreditadores son a su vez acreditadas regularmente. En todos los casos es una validación temporal, por una serie de años. Se basa en un conjunto de principios, relativamente básicos y homogéneos, aunque la diversidad de modelos es extensa. (Glosario de RIACES)[2]
3. Laboratorios: 
Es un proceso de participación voluntaria para mejorar la calidad de los servicios de laboratorio a través de una revisión profesional por pares, educación, y el cumplimiento de estándares de desempeño establecidos.[3]

## Aspectos importantes
- Es voluntaria, la acreditación no puede ser impuesta ni una condición para que una organización pueda funcionar. Parte del interés propio de la directiva de la organización que se preocupa por trabajar de acuerdo a los mejores estándares internacionales (o nacionales).
- Es completa, la acreditación debe darse en todas las áreas o servicios de una organización. Por ejemplo en una acreditación en salud tendría poco sentido acreditar el centro quirúrgico y no acreditar la hospitalización, puesto que significaría que las intervenciones quirúrgicas serían impecables, pero el paciente podría sufrir eventos adversos durante la hospitalización posterior.
- Experiencia enriquecedora, la acreditación debe ser un proceso a través del cual la organización que busca acreditarse pase por un proceso de aprendizaje.
- Los expertos deben ser personas altamente calificadas con amplia experiencia.
- Las organizaciones acreditadoras deberían a su vez estar acreditadas. Es decir, debe existir una entidad que acredita a la acreditadora.
- Para el caso de acreditadoras de establecimientos de salud, la acreditación por parte de la ISQua indica que las organizaciones reconocidas por esa entidad, cumplen con metodologías y utilizan estándares consensuados internacionalmente, lo que justamente estandariza y permite el "benchmarking" entre entidades. Esto a su vez genera el concepto que no hay acreditadoras internacionales sino que hay acreditadoras que cumplen con estándares internacionales en su proceder.

## Confusión con otros términos

### Credenciales
Existe otra definición de acreditación:
- Certificación, mediante un documento, de que una persona posee las facultades necesarias para desempeñar un cometido.[4]
- Documento que acredita la condición de una persona y su facultad para desempeñar determinada actividad o cargo.[5]

Esta ambigüedad genera confusión, en inglés se utiliza la palabra credentialing para esta definición. Se recomienda utilizar la palabra acreditación únicamente para la definición inicial, y dejar la palabra certificación como traducción de la palabra credentialing. El traductor de Google ofrece para accreditation y para credentialing la misma traducción: acreditación.

### Licencia o licenciamiento
En algunos casos se confunde obtener una acreditación con obtener una licencia.
- Una licencia es un proceso obligatorio (contrario a voluntario en el caso de la acreditación) a través del cual una entidad del gobierno regula una profesión o actividad.[6][7]

### Certificación
La certificación es un proceso que evalúa productos o servicios respecto a unas normas. En contraste, la acreditación reconoce la competencia técnica y profesional de una organización respecto a sus actividades.
Ambas actividades realizan una evaluación pero en diferentes ámbitos. La certificación evalúa el grado de cumplimiento de productos o servicios respecto a unas normas definidas por expertos de sociedades científicas. La acreditación reconoce la competencia técnica de un organismo de certificación.
En el caso de salud y utilizando el modelo de Donabedien respecto a la seguridad del paciente que indica: Estructura + Proceso = Resultados, una certificación se centra principalmente en la estructura, mientras que una acreditación revisa todos los puntos poniendo especial énfasis en los resultados. 
La certificación en general contempla aspectos parciales de un establecimiento (estructuras o procesos), la acreditación es un proceso de evaluación global pues apunta a definir si un establecimiento se encuentra en condiciones de brindar atención de calidad y segura. La certificación y la acreditación no compiten, sino que apuntan a objetivos diferentes. En salud existe la norma ISO 15189, dirigida a laboratorios, que por sus características es considerada una norma de acreditación.
Como ejemplo se podría comparar la certificación de gestión de calidad ISO9001 con una acreditación de establecimientos de salud. Para la certificación la organización de salud deberá cumplir con lo indicado en las normas ISO9001 que por ejemplo requieren documentar los procesos, certificar que los equipos biomédicos están en buen estado, y que el personal está capacitado; mientras, la acreditación requerirá lo mismo pero adicionalmente requerirá medir los resultados, por ejemplo la tasa de complicaciones en cirugía, compararlos con la tasa de otras organizaciones y de ser necesario mejorar los procesos de acuerdo a las mejores prácticas.

## Ventajas de una acreditación internacional
De acuerdo a lo definido, las ventajas de una acreditación internacional sobre una nacional o local son las siguientes:
- Experiencia, una entidad internacional utilizará parámetros internacionales para establecer los requerimientos de cada entidad, por lo que el resultado será de muy alta calidad.
- Expertos, la experiencia internacional permitirá que los peritos den las mejores recomendaciones durante el proceso de acreditación.
- Las entidades acreditadoras internacionales por lo general están acreditadas, lo que significa que ofrecen una alta calidad en sus servicios.
- Para el caso de salud una acreditadora "local" acreditada por ISQua, a los efectos de su actividad se comporta con estándares internacionales, esto es en realidad lo que indica el tipo de acreditación y no la procedencia de la acreditadora.

## Entidades acreditadoras
- Organismo Dominicana de Acreditación ODAC
- Entidad Mexicana de Acreditación EMA

### Salud internacional
- Accreditation Association for Ambulatory Health Care y Acreditas Global
- Accreditation Canada
- Joint Commission International
- Det Norske Veritas
- Instituto técnico para la acreditación de establecimientos de salud - ITAES (Argentina). Estándares y organización acreditados por ISQua

### Salud nacional
- Kooperation fuer Transparenz und Qualitaet im Gesundheitswesen
- The Australian Council on Healthcare Standards
- QHA Trent
- Kooperation fuer Transparenz und Qualitaet im Gesundheitswesen
- The Australian Council on Healthcare Standards
- QHA Trent

### Educación
- Board for Engineering and Technology
- Consejo Latinoamericano de Acreditación de la Educación en Periodismo

### Laboratorios
- ILAC The International Laboratory Accreditation Cooperation, internacional
- College of American Pathologists
- ENAC (Entidad Nacional de Acreditación), en España
- COFRAC Comité français d'accréditation, en Francia
- UKAS United Kingdom Accreditation Service, en el Reino Unido.
- EMA Entidad Mexicana de Acreditación, en México.

## Historia de la acreditación

### Salud

#### Perú
| Fecha              | Institución                       | Acreditadora                   | Observación                                                                 |
| ------------------ | --------------------------------- | ------------------------------ | --------------------------------------------------------------------------- |
| Mayo de 2012       | Aliada (antes Oncocare)           | Acreditas Global               | Primera institución de salud con acreditación internacional en Perú         |
| Diciembre de 2012  | Clínica Santa Isabel              | Acreditas Global               | Primera clínica con acreditación internacional en Perú                      |
| Febrero de 2013    | Clínica Angloamericana            | Joint Commission International |                                                                             |
| Abril de 2013      | Medavan                           | Acreditas Global               | Primer centro de cirugía ambulatoria con acreditación internacional en Perú |
| Marzo de 2014      | Clínica Internacional - Lima      | Joint Commission International |                                                                             |
| Marzo de 2014      | Clínica Internacional – San Borja | Joint Commission International |                                                                             |
| Abril de 2014      | SANNA Sánchez Ferrer              | Acreditas Global               | Primera clínica de provincia con acreditación internacional en Perú         |
| Septiembre de 2014 | Smiles Perú                       | Acreditas Global               |                                                                             |
| Septiembre de 2016 | Clínica San Pablo                 | Joint Commission International |                                                                             |
| 2016               | Clínica Delgado                   | Accreditation Canada           |                                                                             |
| 202?               | SANNA Centro Clínico Chacarilla   | Acreditas Global               |                                                                             |
| 202?               | SANNA Centro Clínico La Molina    | Acreditas Global               |                                                                             |

## Normativa ISO 17000
La serie ISO 17000 es una familia de estándares ISO que abarca una gran variedad de temas, pero incluye el tema de la evaluación de conformidad (certificación y la acreditación). 
Las normas relacionadas con la evaluación de la conformidad de la serie ISO 17000 son:
- ISO 17000 Vocabulario y principios generales.[10]
- ISO 17011 Requisitos para los organismos de acreditación que acreditan organismos de evaluación de la conformidad
- ISO 17020 Requisitos para el funcionamiento de los distintos tipos de organismos que realizan inspecciones
- ISO 17021 Requisitos para los organismos que realizan auditorías y certificaciones de sistemas de gestión
- ISO 17024 Requisitos generales para los organismos que realizan la certificación de personas
- ISO 17025 Requisitos generales para la competencia de los laboratorios de ensayo y calibración
- ISO 17029 Requisitos generales para los organismos de validación y verificación
- ISO 17034 Requisitos generales para la competencia de los productores de materiales de referencia
- ISO 17040 Requisitos generales para la evaluación por pares de los organismos de evaluación de la conformidad y los organismos de acreditación
- ISO 17043 Requisitos generales para los ensayos de aptitud
- ISO 17065 Requisitos para los organismos de certificación de productos, procesos y servicios